# Marc-Andre Haunold
Marc-Andre Haunold (* 14. Oktober 1999 in Wien) ist ein österreichischer Handballspieler.
Marc-Andre Haunold begann in seiner Jugend beim WAT Atzgersdorf Handball zu spielen, lief aber später auch in der Jugend des Handballclub Fivers Margareten auf. Auch im Männer-Bereich lief Haunold anfangs noch für beide Vereine auf, wobei der Rückraumspieler mit Atzgersdorf am Cup und mit Margareten an der HLA Challenge teilnahm. Für die Saison 2020/21 wurde Haunold vom HC Linz AG unter Vertrag genommen. Bereits ein Jahr später wechselte der Rechtshänder wieder zurück nach Wien, lief aber anschließend für die erste Mannschaft der Wiener in der Handball Liga Austria auf. 2021/22 nahm Haunold mit den Fivers am EHF European Cup und damit erstmals an einem internationalen Bewerb teil. Im Februar 2024 wechselte er zum deutschen Zweitligisten ASV Hamm-Westfalen. Im März 2025 unterschrieb Haunold einen ab der Saison 2025/26 gültigen Vertrag beim Alpla HC Hard.